# Sarchí Norte
Sarchí Norte, ook Sarchí is een stad (ciudad) en deelgemeente (distrito) in Costa Rica dat de hoofdplaats is van het kanton (cantón) Sarchí en gelegen is in de provincie Alajuela, in het noorden van het land. Het heeft een bevolkingsaantal van 8000 inwoners en het beslaat een oppervlakte van 15 vierkante kilometer.